# المخادع (فلم 2006)
المخادع (بالإنجليزية: The Illusionist) هو فيلم دراما أمريكي من إنتاج سنة 2006 أخرجه نيل بيرغر، الفيلم من بطولة إدوارد نورتون، بول جياماتي وجيسيكا بيل، ومبني على رواية ايزنهام المخادع.
افتتح الفيلم لأول مرة في مهرجان سياتل العالم للأفلام بتاريخ 16 أغسطس 2006، وعرض في بعض صالات السينما في 18 أغسطس من نفس السنة.

## طاقم التمثيل
- إدوارد نورتون بدور أيزنهايم.
- بول جياماتي بدور والتر أول.
- جيسيكا بيل بدور صوفي.

## القصة
تدور أحداث الفيلم في مدينة فيينا، الإمبراطورية النمساوية المجرية سنة 1889. يبدأ الفيلم بإعلان رئيس المحققين والتر أول اعتقال أيزنهايم بتهمة استدعاء الأرواح، لاحقا، يقوم والتر بقص حياة أيزنهايم لولي العهد ليوبولد.
أيزنهايم ابن نجار في إحدى القرى الريفية، وفي أحد الأيام (في مراهقته) يلتقي بساحر متجول قام بتأدية بعض الخدع السحرية له، فيصبح أيزنهايم بعد هذه الحادثة مهووسا بالخدع السحرية.

### ردود النقاد
تلقى الفيلم مراجعات إيجابية من مختلف النقاد حيث حصل على نسبة 74% على موقع الطماطم الفاسدة بناءً على 187 مراجعة.

## وصلات خارجية
- الموقع الرسمي
- المخادع على موقع IMDb (الإنجليزية)
- المخادع على موقع ميتاكريتيك (الإنجليزية)
- المخادع على موقع الموسوعة البريطانية (الإنجليزية)
- المخادع على موقع روتن توميتوز (الإنجليزية)
- المخادع على موقع نتفليكس (الإنجليزية)
- المخادع على موقع قاعدة بيانات الأفلام العربية
- المخادع على موقع ألو سيني (الفرنسية)
- المخادع على موقع Turner Classic Movies (الإنجليزية)
- المخادع على موقع أول موفي (الإنجليزية)
- المخادع على موقع بوكس أوفيس موجو (الإنجليزية)
- المخادع على موقع أول موفي.